# NGC 3195

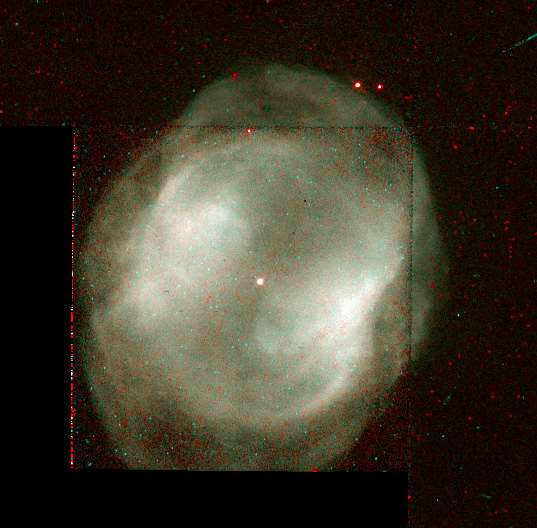
NGC 3195

NGC 3195 sau Caldwell 109 este o nebuloasă planetară din constelația Cameleonul. Este cea mai sudică dintre toate nebuloasele planetare luminoase de pe cerul nopții, și rămâne invizibilă pentru observatorii din Emisfera Nordică. A fost descoperită de Sir John Herschel în anul 1835. Este ultimul obiect listat de Catalogul Caldwell.